# چکالین
شهر چکالین (به روسی: Чекалин) در کشور روسیه و در اوبلاست تولا واقع شده‌است. این شهر در گذشته لیخوین نامیده می‌شد.